# Can Pere Jan

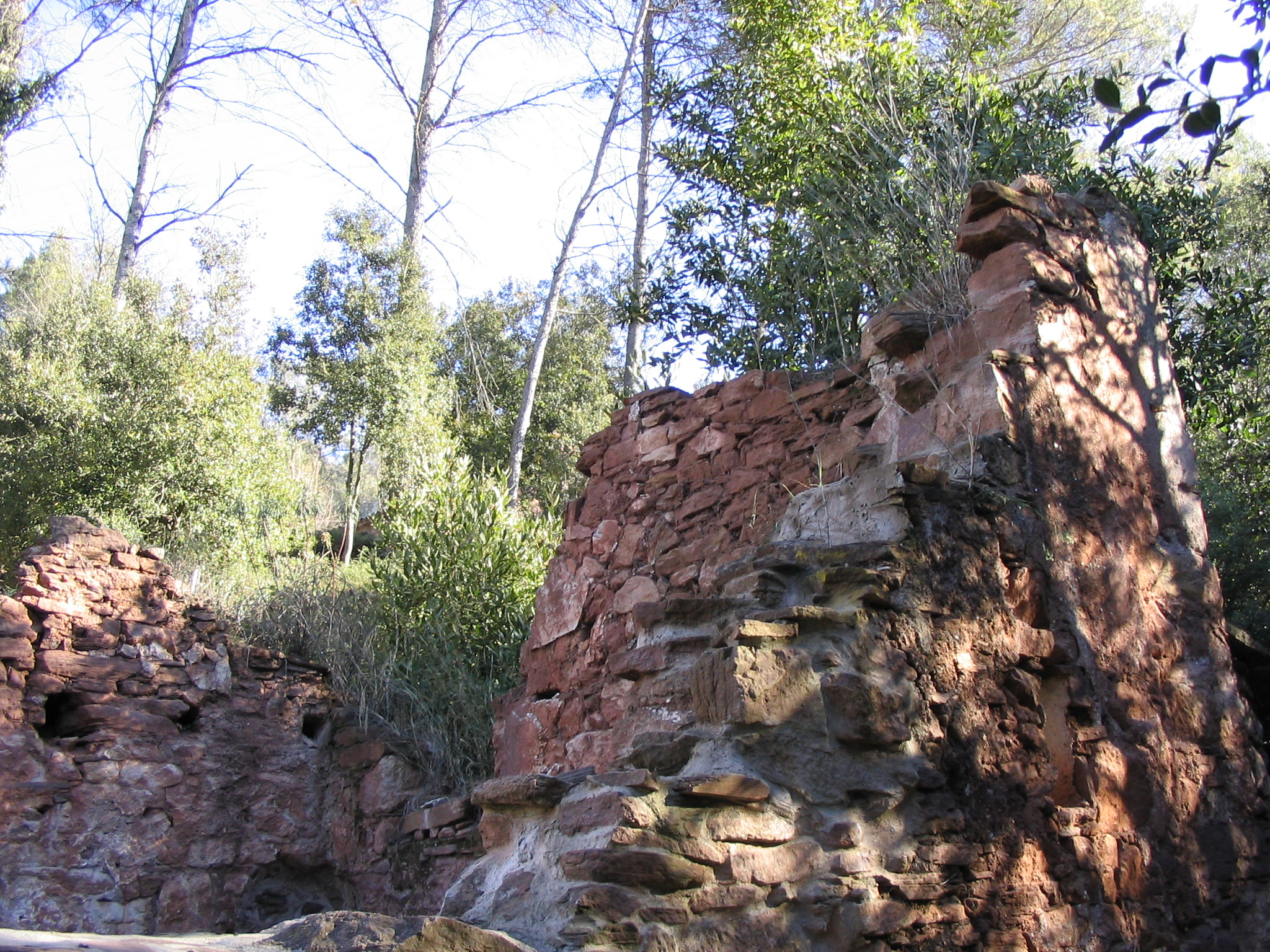
Ruïnes de Can Pere Jan.

Can Pere Jan o Cal Pere Joan, és un mas en ruïnes del vilatge de Les Casetes del Congost, a Santa Eugènia del Congost, municipi de Tagamanent (Catalunya)

## Descripció
És una masia en ruïnes del segle xvii situada al sud de Can Pere Moliner. La trobarem a mà esquerra tot pujant per l'antic camí de Les Casetes del Congost i davant de les escales de pedra de Can Pere Jan. És esmentada en una obra cabdal per conèixer la toponímia de Tagamanent.
«Encara trobem unes poques ruïnes d'aquesta casa, ran del camí de les Casetes del Congost.» Mariano Artigas: «Una casa possehida per dit duenyo anomenada Cal Pera Juan ab son hort de dos cortans terra tersera qualitat, i cinch cortans camp quarta qualitat, ab oliveras. Afronta a leban i mitg dia ab lo Torren, a Ponen ab Torn de la Creu, i a tremontana ab Jaume Font»